# دوار الوضعة الانتيابي الحميد
دوار الوضعة الانتيابي الحميد (بالإنجليزية: Benign paroxysmal positional vertigo) هو مرض ينشأ من الأذن الداخلية. أعراضه نوبات متكررة من الدوار الوضعي، والذي يكون على شكل شعور بالالتفاف بسبب تغير موضع الرأس. دوار الوضعة الانتيابي الحميد هو أكثر الأسباب شيوعا لأعراض الدوار.
يحدث ذلك مثلاً أثناء تغيير وضعية الجسم خلال النوم أو عند تغيير وضعية الرأس بشكل عام. تستمتر نوبة الدوار الواحدة في كل مرة أقل من دقيقة واحدة، مصحوبة في بعض الأحيان بأعراض غثيان. ويعتبر الدوار الموضعي الحركي الحميد أحد أكثر أنواع الدوار شيوعاً. 

ممكن أن ينتج هذا الدوار عن تعرض المريض لإصابة في الرأس، كما تزيد احتمالية الإصابة به عند كبار السن.إلا أنه لم يعثر حتى الآن على المسبب الرئيسي لهذا المرض. يحدث هذا المرض عند تحرك أحد البلورات الكرستالية الصغيرة من مكانها داخل الأذن الداخلية مسببة بذلك نوعا من اضطراب التوازن كذلك اللذي يحدث في مرض مينير. وعادة ما يتم تشخيص الدوار الموضعي الحركي الحميد عن طريق إجراء مناورة ديكس-هالبيك لرصد حركة بؤبؤ العين للكشف عن هذا المرض واستبعاد الاحتمالات الأخرى. 

غالبا ما تتم معالجة الدوار الموضعي الحركي الحميد عن طريق إجراء عدد من الحركات البسيطة مثل مناورة إيبلي أو تمارين براندت-داروف. كما توصف للمريض بعض الأدوية لتخفيف الغثيان. لا يعد هذا المرض من الأمراض الخطيرة حيث من الممكن أن تختفي الأعراض تماما خلال أسبوع أو أسبوعين، إلا أنها قد تعود للظهور من جديد عند بعض الناس.

تم تسجيل أول تشخيص طبي لهذا المرض في عام 1921 من قبل روبرت باراني. يتعرض حوالي 2.4 ٪ من الناس لهذا المرض خلال حياتهم. كما أن 10٪ من الناس اللذين وصلوا إلى سن الثمانين قد سبق وأن تعرضوا إلى هذا النوع من الدوار. يصيب هذا المرض الإناث بصورة أكبر من الذكور. كما تحدث الإصابة به عادة بين سن الخمسين والسبعين.

## العلامات والأعراض

### الأعراض
- نوبات مفاجئة من الدوار تستمر لثوان قليلة أو دقيقة.
- ينتج الدوار عن تغيير الوضع، خصوصا تغيير وضعية الرأس. أكثر حركات المرضى شيوعا المسببة لهذا الدوار هي رفع الرأس إلى أعلي للنظر أو التقلب أثناء النوم.
- القيء، وهو عرض شائع في هذه الحالات ويعتمد على قوة الدوار.
- غالبا ما يكون مصحوبا بالغثيان.
- الشعور بحالة ماقبل الإغماء نادر الحدوث ولكنه محتمل.
- الاضطراب البصري: من الصعب القراءة أو الرؤية خلال نوبة الدوار بسبب رأرأة العين.[6]

بعض المرضي يمكنهم تحديد الوضعية المحددة للرأس اللتي ينتج عنها الدوار لديهم، والبعض الآخر يمكنهم تحديد الاتجاه المعين لحركة الرأس اللي ينتج عنه الدوار. لا يصاحب هذا المرض أي احساس بالعجز العصبي مثل الخدر أو الضعف، وإذا كانت هذه الأعراض موجودة، يجب النظر في مسببات أخرى أكثر خطورة.

## الأسباب
توجد مجموعة من بلورات الكالسيوم المعروفة باسم (أوتوكونيا) داخل متاهة الأذن الداخلية. في المرضى الذين يعانون من الدوار الموضعي الحركي الحميد، تتحرك إحدى أو مجموعة من البلورات من مكانها داخل دهليز الأذن، وتهاجر مع مرور الوقت إلى أحد القنوات النصف دائرية للأذن الداخلية. وعندما يتم تحريك الرأس فان هذه الحركة تقوم بدورها بتحريك البلورات الكرسالتية داخل السوائل الليمفاوية في الأذن الداخلية مما ينتج عنه الإحساس بالدوار وعدم التوازن. ممكن أن يحدث الدوار الموضعي الحركي الحميد نتيجة لاحد العوامل التالية:
- تحريك الرأس إلى أسفل أو أعلى
- التعرض لإصابه في الرأس
- حركة الرأس المفاجئة
- التقلب أثناء النوم
- إمالة الرأس
- التغيير في الضغط الجوي
- الضغط العصبي
- نقص النوم
- الجفاف

## التشخيص
يتم تشخيص الحالة عن طريق الإطلاع على التاريخ الصحي للمريض، إجراء مناورة (ديكس-هالبيك)، أو إجراء اختبار الدوران. 

مناورة ديكس-هالبيك هو اختبار شائع يقوم به الفاحصون لتحديد ما إذا كانت القناة الهلالية الخلفية سببا في الدوار. ينطوي الاختبار على إعادة توجيه الرأس لمحاذاة القناة الهلالية الخلفية مع اتجاه الجاذبية. هذا الاختبار سوف يحفز الدوار وبالتالي يساعد في تحديد سببه. 

اما اختبار الدوران فيمكن من خلاله تحديد إذا ما كانت القناة الهلالية الأفقية هي السبب في الدوار. يجرى هذا الاختبار عن طريق تدوير رأس المريض ب90 درجة باتجاه اليسار والتحقق من علامات الرأرأه في العين. ويلي ذلك جلب الرأس بلطف إلى وضع البداية. ثم يقوم الفاحص بتدوير الرأس بسرعة 90 درجة إلى الجانب الأيمن، ويتحقق مرة أخرى. الجانب المتضرر سيؤدي إلى دوار وإلى أكثر كثافة في الرأرأة. 

إن كلا من اختبار ديكس-هالبيك واختبار الدوران يحدثان دوار بسيط يستمر لمدة ثوان قليلة للتعرف على السبب. كما أن يتم اجراءهما من قبل أخصائي في إدارة اضطرابات الدوخة، أخصائي العلاج الطبيعي، أخصائي السمع أو طبيب مختص.

### التشخيص التفريقي
عادة ما يتم الخلط بين الدوار والدوخة، وهما مختلفان. بينما يسبب كلاهما نحو ستة ملايين زيارة للمستتشفيات في الولايات المتحدة الأمريكية كل عام. يتم تشخيص بين 42٪ من هؤلاء المرضى في نهاية المطاف بمرض الدوار الموضعي الحركي الحميد. وتشمل الأسباب الأخرى للدوار: دوار الحركة، التعرض البصري للأجسام المتحركة القريبة (مثل مرور السيارات والثلوج المتساقطة)، مرض مينير، والصداع النصفي.

## العلاج

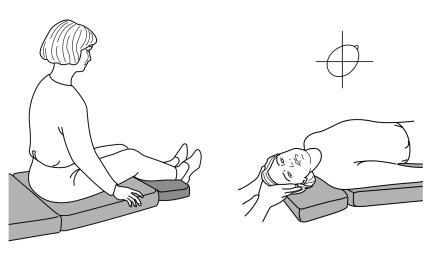
مناورات إعادة التهيئة

### مناورات إعادة التهيئة
هناك عدد من المناورات فعالة بما في ذلك: مناورة إيبلي، مناورة سيمونت، وبدرجة أقل تمارين براندت-داروف. وتعتبر كلا من مناورة إيبلي وسيمونت متساوية في الفعالية.

#### مناورة إيبلي
تستخدم مناورة إيبلي الجاذبية لتحريك بلورات الكريستال التي تسببت في هذه الحالة. ويمكن إجراء هذه المناورة أثناء زيارة العيادة من قبل المتخصصين في مجال الصحة، كما يمكن تعليمها للمرضى لممارستها في المنزل. هناك أجهزة مثل (ديزيفيكس) يمكن أن تساعد المستخدمين على إجراء مناورة إيبلي في المنزل بسهولة. لا تعالج المناورة إيبلي الوجود الفعلي للبلورات، ولكنها فقط تغير من موقعها. وتهدف المناورة لتحريك هذه الجسيمات من بعض المواقع في الأذن الداخلية التي تسبب أعراض مثل الدوار، وإعادة وضعها إلى حيث لا تسبب هذه المشاكل.

#### مناورة سيمونت
حققت مناورة سيمونت نسبة شفاء 90.3٪ وهي تجرى علي النحو التالي: 

يجلس المريض على طاولة العلاج مع اسدال ساقيه على جانب الطاولة. يدير المعالج رأس المريض نحو الجانب غير المتضررة 45 درجة. ثم يميل بسرعة رأس المريض على الجانب المصاب. يتم الحفاظ على هذا الوضع لمدة 3 دقائق. والغرض من ذلك هو السماح للبلورات بالانتقال إلى قمة قناة الأذن. وأخيرا، يتم إحضار المريض ببطء مرة أخرى إلى وضع يجلس فيه باستقامة. يحتاج بعض المرضى إلى جلسة علاج واحدة فقط، ولكن البعض الآخر قد يحتاج إلى جلسات متعددة، اعتمادا على شدة الدوار.

#### تمارين براندت داروف
قد يوصف الطبيب تمارين براندت-داروف كطريقة علاج منزلي، وعادة ما يتم ذلك بالتزامن مع مناورات إعادة توزيع البلورات أو عوضا عنها. هذه الممارسة هي شكل من أشكال ممارسة إعادة التعيين، مصممة للسماح للمريض بأن يعتاد على الوضع الذي يسبب أعراض الدوار. يتم تنفيذ تمارين براندت-داروف بطريقة مماثلة لمناورة سيمونت. ومع ذلك، كما يدور المريض على الجانب غير المتضرر، يتم تدوير الرأس نحو الجانب المصاب. يتم تنفيذ هذه الممارسة عادة 3 مرات في اليوم مع التكرار من 5 إلى 10 مرات في كل مرة.

## الأدوية
العلاج الطبي بالأدوية المضادة للدوار يمكن النظر فيه في الحالات الحادة من الدوار الموضعي الحركي الحميد. وتشمل هذه الأدوية في المقام الأول الأدوية المضادة للهيستامين وanti-cholinergic. وقد ظهرت العديد من العلاجات الدوائية الجديدة لعلاج الدوار. وتتباين هذه العقاقير تباينا كبيرا في آليات عملها. يمكن استخدام هذه الأدوية لتخفيف الأعراض أثناء المناورات العلاجية إذا كانت الأعراض شديدة ولا تطاق.

## جراحة
العلاجات الجراحية، مثل انسداد القناة النصف دائرية، موجودة لعلاج الحالات الحادة جدا من الدوار الموضعي الحركي الحميد، ولكن تحمل نفس المخاطر مثل أي جراحة أعصاب. يتم عمل الجراحة كملاذ أخير للحالات الشديدة والمستمرة التي تفشل المناورات والأدوية في علاجها.

## أنظر أيضا
- دوار الأطفال الانتيابي الحميد